# Giovanna di Svevia

Stemma degli Hohenstaufen.

Giovanna di Svevia (1280 circa – Verona, 1352) è stata una nobile italiana.

## Biografia
Era figlia di Corrado di Antiochia, che a sua volta era nipote dell'imperatore Federico II.
Mentre era in viaggio alla volta della Germania per andare in sposa ad un nobile mai conosciuto, sostò a Verona, ospite della sorella Costanza e moglie di Bartolomeo I della Scala. Cangrande I della Scala, quinto signore di Verona, se ne invaghì e la sposò nel 1308, ma non nacquero figli. Cangrande ebbe solo figli illegittimi.